# المجابرة (هوارة)
المجابرة هو دُوَّار يقع بجماعة عين معطوف، إقليم تاونات، جهة فاس مكناس في المملكة المغربية. ينتمي الدوّار لمشيخة هوارة التي تضم 9 دواوير. يقدر عدد سكانه بـ 742 نسمة حسب الإحصاء الرسمي للسكان والسكنى لسنة 2004.

## روابط خارجية
- البوابة الوطنية للجماعات الترابية
- المندوبية السامية للتخطيط